# Stazione di Somma
La stazione di Somma è una stazione della ferrovia Circumvesuviana, sita nel comune di Somma Vesuviana.
Si trova sulla ferrovia Napoli-Ottaviano-Sarno.

## Caratteristiche
La stazione, posta al centro tra due ponti, è composta da due binari passanti e da uno tronco che termina in una officina interna il cui accesso è riservato. Il tracciato della linea Napoli-Ottaviano-Sarno è ad unico binario, il quale combacia con il binario numero "1" della stazione, per questo motivo esso è quello più utilizzato, mentre il secondo viene usato quasi esclusivamente nel caso della coincidenza; annessi ai due binari passanti vi sono le due banchine unite dal sottopassaggio. Contigua alla prima banchina vi è la biglietteria, la sala d'attesa e i servizi igienici. Il secondo piano è un'abitazione privata.
Come ogni stazione della ex ferrovia Circumvesuviana anche Somma manca di scalo merci.

## Movimento
La stazione di Somma gode di una notevole affluenza soprattutto nelle ore di punta e nelle ore serali per diversi motivi: in primis, la rete per le sue caratteristiche che l'associano di più ad una metropolitana che ad una ferrovia nazionale, tocca molte volte più quartieri e frazioni di un singolo comune e sempre con fermate centrali e facilmente raggiungibili; inoltre, il comune è il più popoloso dei paesi vesuviani della zona interna (circa 35.000 abitanti); infine, la presenza di importanti istituti superiori richiamano dai comuni vicini un rilevante numero di studenti.
Altre cause vanno poi ricercate nella facilità di poter raggiungere Napoli e altri importanti centri turistici come Ercolano, Pompei e Sorrento.

## Servizi
La stazione dispone di:
- Biglietteria
- Sovrappassaggio
- Servizi igienici